# Protectorado de Malta
El Protectorado de Malta (en italiano: Protettorato di Malta, en maltés: Protettorat ta' Malta) era el término político utilizado para designar a Malta cuando era un protectorado británico . El protectorado existió entre la capitulación de las fuerzas francesas en Malta en 1800 y la transformación de las islas en la Colonia de la Corona de Malta en 1813.

## Antecedentes

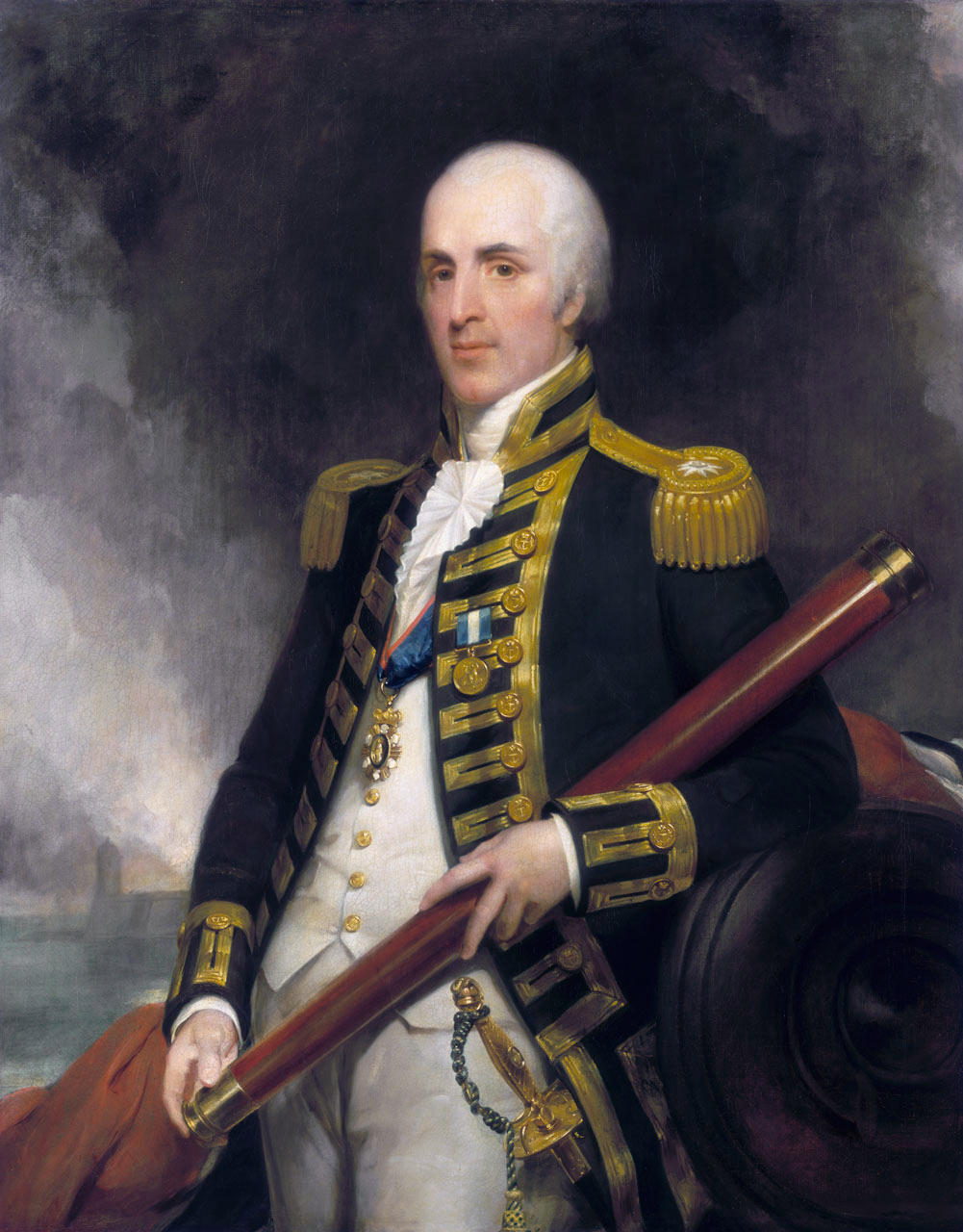
Sir Alexander Ball, Comisionado Civil de Malta, 1799-1801 y 1802-1809

Durante el levantamiento maltés contra los franceses, el pueblo maltés formó una Asamblea Nacional como gobierno provisional. Se enviaron mensajeros a la flota británica en Sicilia en busca de ayuda, y un convoy británico formado por 13 barcos maltrechos al mando del capitán Sir James Saumarez apareció frente a la isla a finales de septiembre de 1798. En octubre, Sir Alexander Ball llegó a Malta y un año más tarde fue nombrado Comisionado Civil.
La guarnición francesa al mando del general Vaubois fue expulsada hasta Mosta y finalmente se rindió el 4 de septiembre de 1800. Malta se convirtió así en un protectorado británico. En agosto de 1801, el Comisario Civil, Charles Cameron, nombró a Emmanuel Vitale como gobernador del commino en lugar de Saverio Cassar . Esto efectivamente puso fin a la independencia de Gozo llamada  en italiano: la Nazione Gozitana .

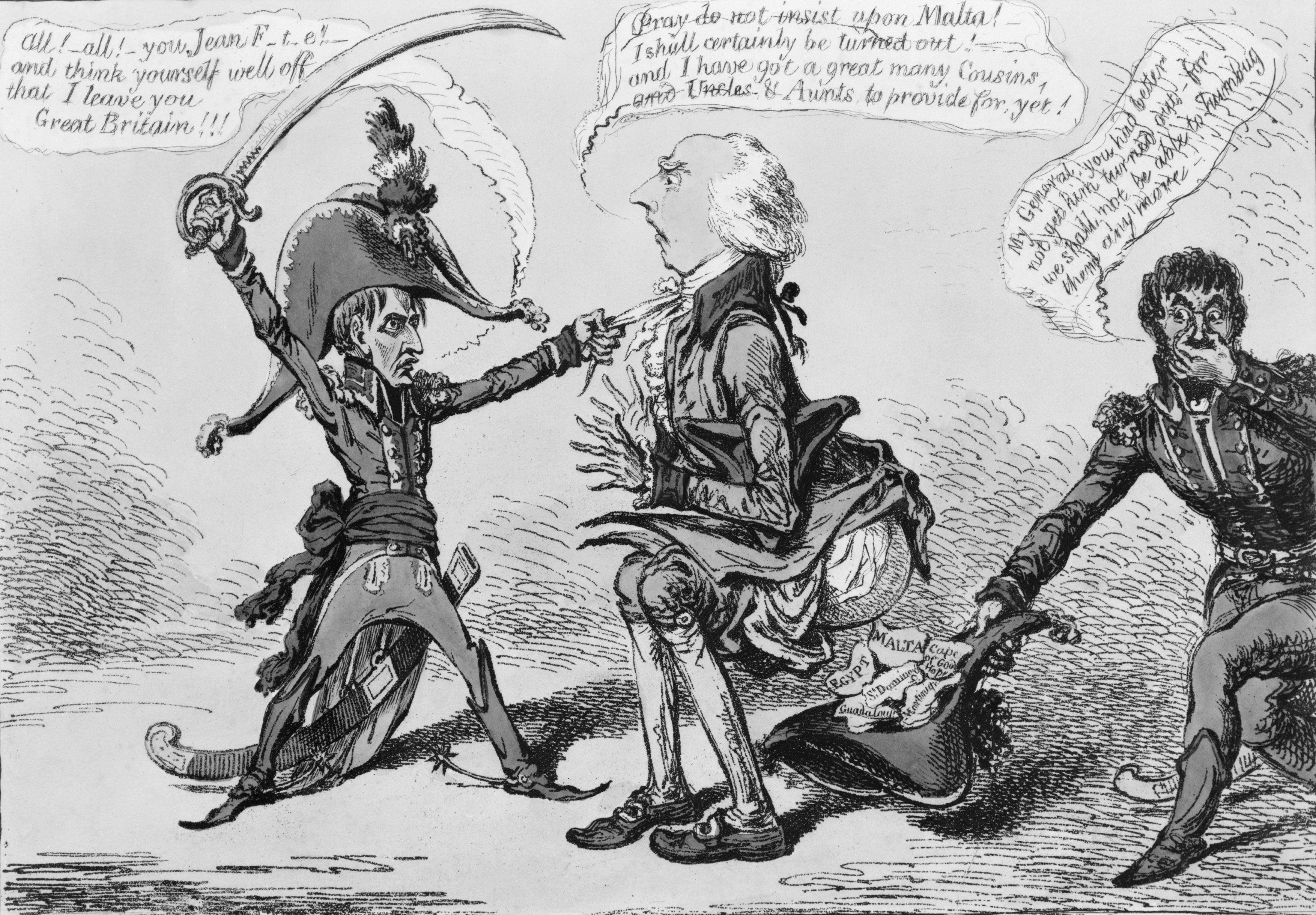
Caricatura de 1803 sobre la evacuación de Malta

Según los términos del Tratado de Amiens de 1802 con Francia, Gran Bretaña debía evacuar las islas, pero no cumplió con esta obligación, uno de varios casos mutuos de incumplimiento del tratado, que finalmente llevaron a su colapso y a la reanudación de la guerra entre los dos países.

## Declaración de Derechos

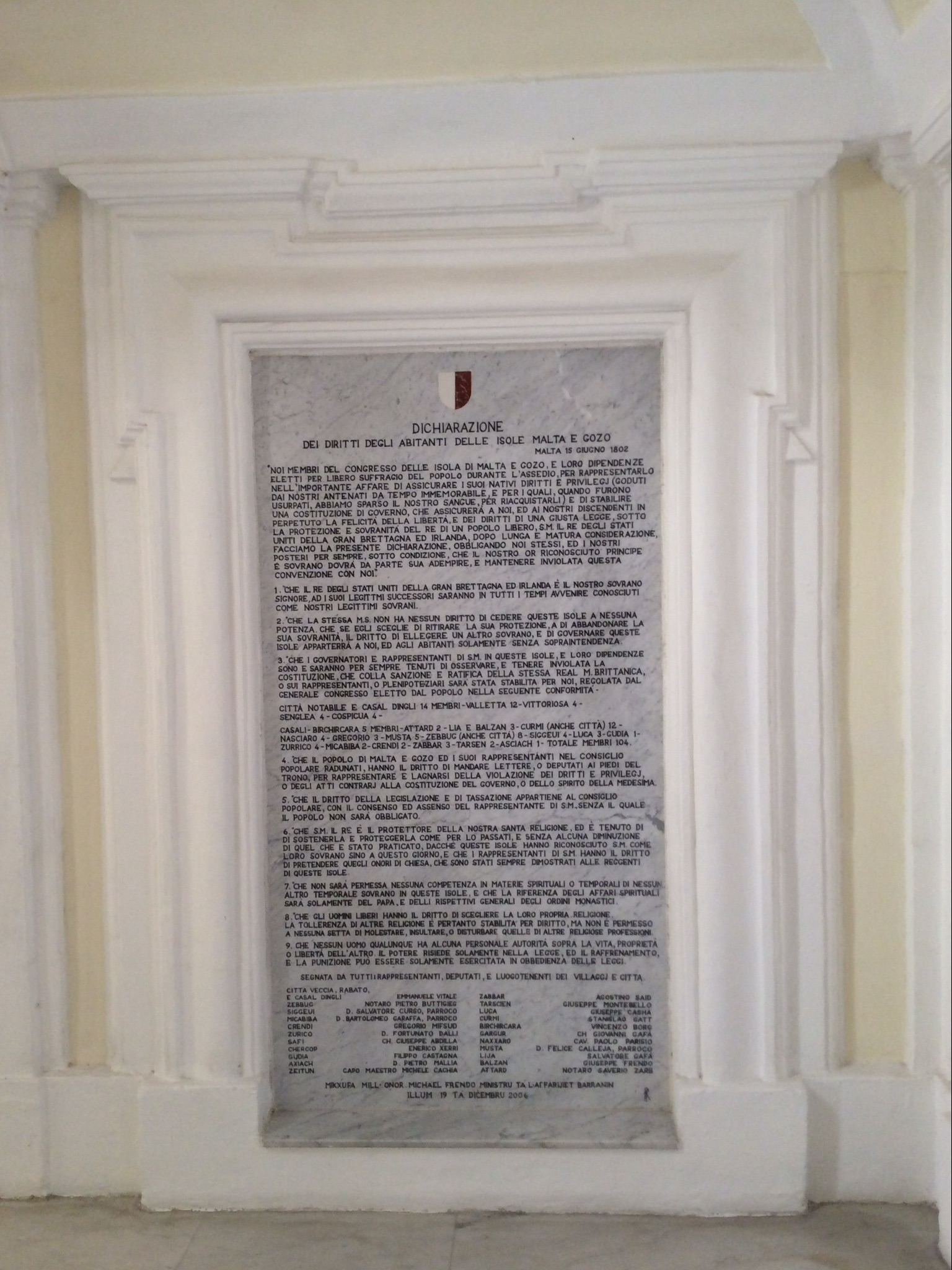
La Declaración de Derechos de los habitantes de las Islas de Malta y Gozo, de 1802, en el Palacio Parisio

En junio de 1802, 104 representantes de las ciudades y pueblos malteses firmaron una declaración titulada La Dichiarazione dei Diritti degli abitanti delle Isole di Malta e Gozo (La Declaración de Derechos de los habitantes de las Islas de Malta y Gozo) por la cual proclamaron a Jorge III como su rey, y que no tenía derecho a entregar Malta a otra potencia. En la Declaración también se proclamó que Malta debería ser autónoma mientras estuviera bajo la protección británica. 

## Lampedusa

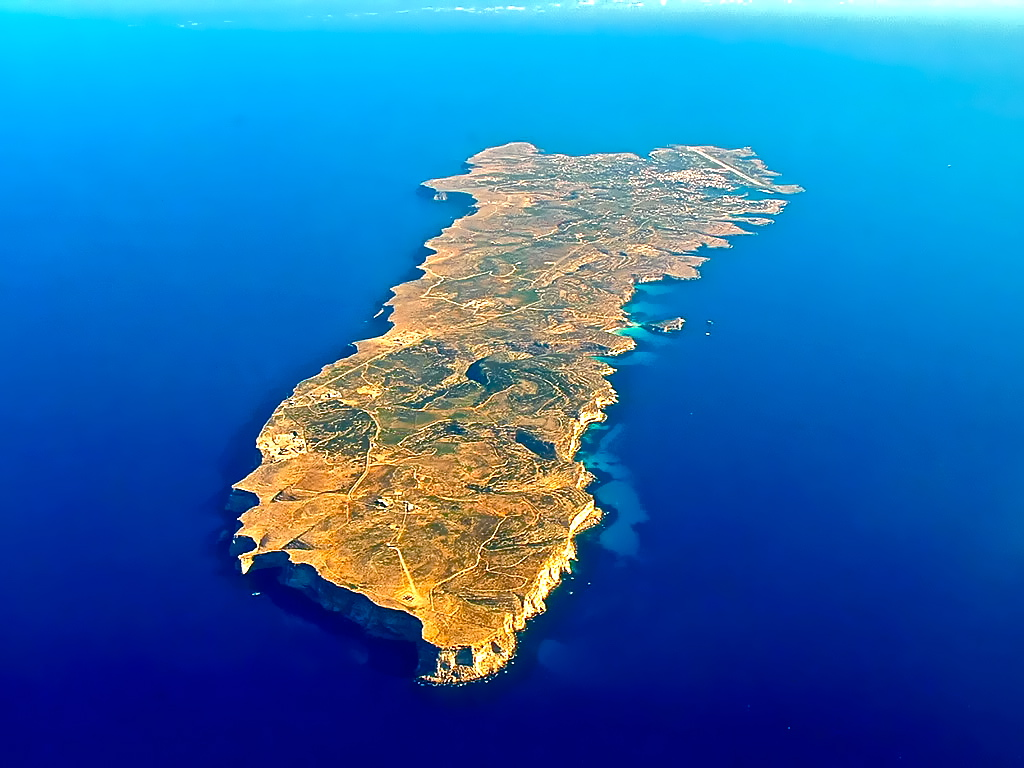
Vista aérea de Lampedusa

Políticamente, Lampedusa también formaba parte del Reino de Sicilia . A finales del siglo XVIII, cuando Malta estaba todavía bajo el dominio de los Caballeros, el Príncipe de Lampedusa alquiló la isla a Salvatore Gatt, un empresario maltés, que se instaló en la isla con algunos trabajadores malteses.
Los británicos consideraron tomar Lampedusa como base naval en lugar de Malta, pero la idea fue descartada porque la isla no tenía puertos profundos y no estaba bien desarrollada. A pesar de ello, las autoridades de Malta y el gobierno británico siguieron intentando apoderarse de la isla, ya que creían que podría utilizarse para abastecer de alimentos a Malta en caso de que Sicilia cayera en manos de Napoleón.
En 1800, Ball envió un Comisariado a Lampedusa para evaluar la viabilidad de esto y el resultado fue que la isla podría usarse fácilmente para abastecer a Malta de alimentos a un coste relativamente bajo, ya que había tierras de pastoreo y un suministro de agua adecuado. En 1803, algunos agricultores malteses se establecieron en Lampedusa con ganado y ovejas, y comenzaron a cultivar cebada.
En 1810, Salvatore Gatt transfirió el contrato de arrendamiento a Alexander Fernández, el Comisariado británico, y este último intentó crear una gran colonia maltesa en la isla. Esto nunca se materializó, ya que una comisión real en 1812 declaró que se trataba sólo de una aventura comercial y Gran Bretaña se negó a ayudar a Fernández. Surgieron más problemas cuando la peste devastó Malta en 1813-14, y el 25 de septiembre de 1814, Sir Thomas Maitland retiró las tropas británicas de Lampedusa.
Fernández permaneció como propietario de la isla hasta 1818, cuando Gatt regresó y permaneció allí con su familia hasta 1824.

## Colonia de la Corona
En 1813 la isla fue transformada en una colonia de la Corona británica por la Constitución de Bathurst. El 23 de julio, Sir Thomas Maitland reemplazó a Sir Hildebrand Oakes y fue el primer Comisionado Civil en recibir el título de "Gobernador". Malta se convirtió oficialmente en colonia mediante el Tratado de París en 1814.